# 1996年カタール・エクソンモービル・オープン
1996年カタール・エクソンモービル・オープン (1996 Qatar ExxonMobil Open)は、1996年1月1日から1月7日にかけてカタール・ドーハのハリファ国際テニス競技場 にて開催されたATPツアーワールドシリーズ大会である。

## 優勝

### 男子シングルス
ペトル・コルダ defeated  ユーネス・エル・アイナウイ 7-6(5),2-6,7-6(5)
- コルダがシーズン1度目、ツアー通算7度目のシングルスタイトルを獲得した。

### 男子ダブルス
マーク・ノウルズ /  ダニエル・ネスター defeated  ヤッコ・エルティン /  ポール・ハーフース 7-6,6-3
- ノウルズがシーズン1度目、ツアー通算5度目のツアーダブルスタイトルを、ネスターがシーズン1度目、ツアー通算3度目のツアーダブルスタイトルを獲得した。